# 達科他公寓
40°46′35.74″N 73°58′35.44″W / 40.7765944°N 73.9765111°W
達科他公寓（英語：The Dakota）是一座位於美國紐約市曼哈頓上西城72號街和中央公園西路口西北角的公寓樓，修建於1884年，是曼哈頓最為著名的住宅樓之一。修建於1880年10月25日至1884年10月27日期間。1969年，達科他公寓被評為紐約市地標，1972年列為國家史蹟名錄（NRHP），1976年獲指定為美國國家歷史名勝（NHL）。2013年開始，達科他公寓的外牆進行了翻新作業。達科他公寓曾經是披頭四樂隊前成員約翰·連儂的家，由1973年居住直到1980年他在公寓的拱廊中被殺害身亡為止。

## 知名住戶
達科他公寓的知名住戶包括：
- 羅蘭·比歌（Lauren Bacall），女演員[8]
- 哈利·鮑德溫（英语：Harley Baldwin），房地產商暨美術商[9]
- 沃德·班尼特（英语：Ward Bennett），建築師和設計師[10]
- 李奧納德·伯恩斯坦（Leonard Bernstein），作曲家和指揮家[11]
- 宗毓華（Connie Chung），華裔新聞主播[12]
- 蘿絲瑪莉·克隆尼（英语：Rosemary Clooney），歌手、女演員[13]
- 哈蘭·科本（Harlan Coben），作家[14]
- 鮑勃·克魯（英语：Bob Crewe），作曲家、唱片製作人[15]
- 何塞·費勒（José Ferrer），波多黎各演員[13]
- 蘿貝塔·弗萊克（英语：Roberta Flack），歌手[16]
- 巴迪·弗萊徹（英语：Buddy Fletcher），商人[17]
- 查爾斯·亨利·福特（英语：Charles Henri Ford），詩人、小說家、出版家[18]
- 露絲·福特（英语：Ruth Ford (actress)），模特兒、女演員[18]
- 茱地·嘉蘭（Judy Garland），女演員、歌唱家[12]
- 莉蓮·吉許（Lillian Gish），女演員[19]
- 保羅·戈爾德貝格（英语：Paul Goldberger），建築評論家[20]
- 威廉·英格（英语：William Inge），劇作家[12]
- 米高·卡恩（英语：Michael Kahn (theatre director)）（Michael Kahn），劇場總監
- 波里士·嘉洛夫（Boris Karloff），英國演員[21]
- 約翰·藍儂（John Lennon），英國歌手、作曲家，1980年在此公寓門前遭殺害身亡[22]
- 小野太郎（Sean Lennon），音樂人、演員。約翰·藍儂與小野洋子的兒子[23]
- 小野洋子（オノ・ヨーコ），日裔美籍藝術家、音樂家，約翰·藍儂遺孀[21]
- 華納·萊羅伊（英语：Warner LeRoy），企業家[20]
- 約翰·麥登（英语：John Madden），足球教練暨評論員[24]
- 弗雷德里克·S·梅茨（英语：Frederick S. Mates），金融家[25]
- 阿爾伯特·梅斯勒斯（英语：Albert and David Maysles），紀錄片導演[26]
- 喬·拿瑪斯（英语：Joe Namath），美式足球運動員[27]
- 魯道夫·紐瑞耶夫，奧地利籍韃靼芭蕾舞蹈家[28]
- 蘿西·歐唐納（Rosie O'Donnell），女演員[29]
- 帕特里克·奧尼爾（英语：Patrick O'Neal (actor)），演員、餐飲家[30]
- 積·皮連斯（Jack Palance），烏克蘭裔美國演員[31]
- 露絲·波拉特（Ruth Porat），Alphabet與Google的財務長[32] [33]
- 莫瑞·波維奇（英语：Maury Povich），電視節目主持人[21]
- 吉爾達·瑞德爾（英语：Gilda Radner），喜劇演員[34]
- 雷克斯·里德（英语：Rex Reed），影評人[12]
- 贾森·罗巴兹（Jason Robards），演員[8]
- 珍妮·羅森塔爾（英语：Jane Rosenthal），電影監製[35]
- 威尔伯·罗斯（Wilbur Ross），投資家[36]
- 勞勃·雷恩（Robert Ryan），演員[37]
- 哈波·西蒙（英语：Harper Simon），創作歌手[38]

## 外部連結
- 维基共享资源上的相關多媒體資源：達科他公寓
- 维基文库中的相關文獻：en:The New York Times/The Dakota
- The Dakota: New York’s First Luxury Apartment Building （页面存档备份，存于）, New York Observer